# Ачимович, Йован
Йо́ван Ачи́мович (серб. Јован Аћимовић; род. 21 июня 1948, Белград) — югославский футболист, полузащитник, и тренер.

## Карьера
| Клуб        | Сезон   | Чемпионат ФРГ | Чемпионат ФРГ | Кубок ФРГ | Кубок ФРГ | Итого | Итого |
| Клуб        | Сезон   | Игры          | Голы          | Игры      | Голы      | Игры  | Голы  |
| ----------- | ------- | ------------- | ------------- | --------- | --------- | ----- | ----- |
| Саарбрюккен | 1976/77 | 24            | 1             | 1         | 0         | 25    | 1     |
| Саарбрюккен | 1977/78 | 17            | 0             | 0         | 0         | 17    | 0     |
| Саарбрюккен | Итого   | 41            | 1             | 1         | 0         | 42    | 1     |

### В сборной
В сборной Югославии Йован Ачимович дебютировал 8 июня 1968 года в финальном матче чемпионата Европы 1968 года со сборной Италии, завершившимся со счётом 1:1. В составе сборной Ачимович принял участие в двух чемпионатах Европы 1968 и 1976 годов и чемпионате мира 1974 года. Свой последний матч за сборную Ачимович сыграл в матче за третье место на чемпионате Европы 1976 года против сборной Нидерландов 19 июня 1976 года, тот матч завершился поражением югославов в дополнительное время со счётом 2:3. Всего же за сборную Ачимович сыграл 55 официальных матчей в которых забил 3 гола. Также Ачимович сыграл 10 матчей за молодёжную сборную Югославии в которых забил 1 гол и 1 матч за юношескую сборную Югославии.
| №  | Дата             | Соперник     | Счёт | Голы | Турнир                    |
| 1  | 8 июня 1968      | Италия       | 1:1  | -    | Чемпионат Европы 1968     |
| 2  | 10 июня 1968     | Италия       | 0:2  | -    | Чемпионат Европы 1968     |
| 3  | 25 июня 1968     | Бразилия     | 0:2  | -    | Товарищеский матч         |
| 4  | 16 октября 1968  | Бельгия      | 0:3  | -    | Отборочный матч к ЧМ 1970 |
| 5  | 17 декабря 1968  | Бразилия     | 3:3  | -    | Товарищеский матч         |
| 6  | 19 декабря 1968  | Бразилия     | 2:3  | -    | Товарищеский матч         |
| 7  | 22 декабря 1968  | Аргентина    | 1:1  | -    | Товарищеский матч         |
| 8  | 30 апреля 1969   | Испания      | 1:2  | -    | Отборочный матч к ЧМ 1970 |
| 9  | 3 сентября 1969  | Румыния      | 1:1  | -    | Товарищеский матч         |
| 10 | 19 октября 1969  | Бельгия      | 4:0  | -    | Отборочный матч к ЧМ 1970 |
| 11 | 11 октября 1970  | Нидерланды   | 1:1  | -    | Отборочный матч к ЧЕ 1972 |
| 12 | 28 октября 1970  | СССР         | 0:4  | -    | Товарищеский матч         |
| 13 | 4 апреля 1971    | Нидерланды   | 2:0  | -    | Отборочный матч к ЧЕ 1972 |
| 14 | 9 мая 1971       | ГДР          | 2:1  | -    | Отборочный матч к ЧЕ 1972 |
| 15 | 18 июля 1971     | Бразилия     | 2:2  | -    | Товарищеский матч         |
| 16 | 1 сентября 1971  | Венгрия      | 1:2  | -    | Товарищеский матч         |
| 17 | 22 сентября 1971 | Мексика      | 4:0  | 1    | Товарищеский матч         |
| 18 | 16 октября 1971  | ГДР          | 0:0  | -    | Отборочный матч к ЧЕ 1972 |
| 19 | 27 октября 1971  | Люксембург   | 0:0  | -    | Отборочный матч к ЧЕ 1972 |
| 20 | 30 апреля 1972   | СССР         | 0:0  | -    | Отборочный матч к ЧЕ 1972 |
| 21 | 13 мая 1972      | СССР         | 0:3  | -    | Отборочный матч к ЧЕ 1972 |
| 22 | 14 июня 1972     | Венесуэла    | 10:0 | 1    | Товарищеский матч         |
| 23 | 18 июня 1972     | Боливия      | 1:1  | -    | Товарищеский матч         |
| 24 | 22 июня 1972     | Парагвай     | 2:1  | -    | Товарищеский матч         |
| 25 | 25 июня 1972     | Перу         | 2:1  | -    | Товарищеский матч         |
| 26 | 29 июня 1972     | Шотландия    | 2:2  | -    | Товарищеский матч         |
| 27 | 2 июля 1972      | Бразилия     | 0:3  | -    | Товарищеский матч         |
| 28 | 6 июля 1972      | Чехословакия | 2:1  | -    | Товарищеский матч         |
| 29 | 9 июля 1972      | Аргентина    | 4:2  | -    | Товарищеский матч         |
| 30 | 20 сентября 1972 | Италия       | 1:3  | -    | Товарищеский матч         |
| 31 | 11 октября 1972  | Англия       | 1:1  | -    | Товарищеский матч         |
| 32 | 19 октября 1972  | Испания      | 2:2  | -    | Отборочный матч к ЧМ 1974 |
| 33 | 19 ноября 1972   | Греция       | 1:0  | 1    | Отборочный матч к ЧМ 1974 |
| 34 | 4 февраля 1973   | Тунис        | 5:0  | -    | Товарищеский матч         |
| 35 | 9 мая 1973       | ФРГ          | 1:0  | -    | Товарищеский матч         |
| 36 | 13 мая 1973      | Польша       | 2:2  | -    | Товарищеский матч         |
| 37 | 26 сентября 1973 | Венгрия      | 1:1  | -    | Товарищеский матч         |
| 38 | 21 октября 1973  | Испания      | 0:0  | -    | Отборочный матч к ЧМ 1974 |
| 39 | 19 декабря 1973  | Греция       | 4:2  | -    | Отборочный матч к ЧМ 1974 |
| 40 | 13 февраля 1974  | Испания      | 1:0  | -    | Отборочный матч к ЧМ 1974 |
| 41 | 17 апреля 1974   | СССР         | 0:1  | -    | Товарищеский матч         |
| 42 | 29 мая 1974      | Венгрия      | 2:3  | -    | Товарищеский матч         |
| 43 | 5 июня 1974      | Англия       | 2:2  | -    | Товарищеский матч         |
| 44 | 13 июня 1974     | Бразилия     | 0:0  | -    | Чемпионат мира 1974       |
| 45 | 18 июня 1974     | Заир         | 9:0  | -    | Чемпионат мира 1974       |
| 46 | 22 июня 1974     | Шотландии    | 1:1  | -    | Чемпионат мира 1974       |
| 47 | 26 июня 1974     | ФРГ          | 0:2  | -    | Чемпионат мира 1974       |
| 48 | 30 июня 1974     | Польша       | 1:2  | -    | Чемпионат мира 1974       |
| 49 | 3 июля 1974      | Швеция       | 1:2  | -    | Чемпионат мира 1974       |
| 50 | 18 февраля 1976  | Тунис        | 1:2  | -    | Товарищеский матч         |
| 51 | 24 февраля 1976  | Алжир        | 2:1  | -    | Товарищеский матч         |
| 52 | 17 апреля 1976   | Венгрия      | 0:0  | -    | Товарищеский матч         |
| 53 | 24 апреля 1976   | Уэльс        | 2:0  | -    | Отборочный матч к ЧЕ 1976 |
| 54 | 17 июня 1976     | ФРГ          | 2:4  | -    | Чемпионат Европы 1976     |
| 55 | 19 июня 1976     | Нидерланды   | 2:3  | -    | Чемпионат Европы 1976     |

Итого: 55 матчей / 3 гола; 17 побед, 20 ничьих, 18 поражений.

## Достижения

### Командные
Сборная Югославии
- Серебряный призёр чемпионата Европы: 1968

 «Црвена Звезда»
- Чемпион Югославии (4): 1968, 1969, 1970, 1973
- Серебряный призёр чемпионата Югославии: 1972
- Бронзовый призёр чемпионата Югославии (2): 1974, 1975
- Обладатель Кубка Югославии (3): 1968, 1970, 1971
- Финалист Кубка Югославии: 1973